# Oppuurs

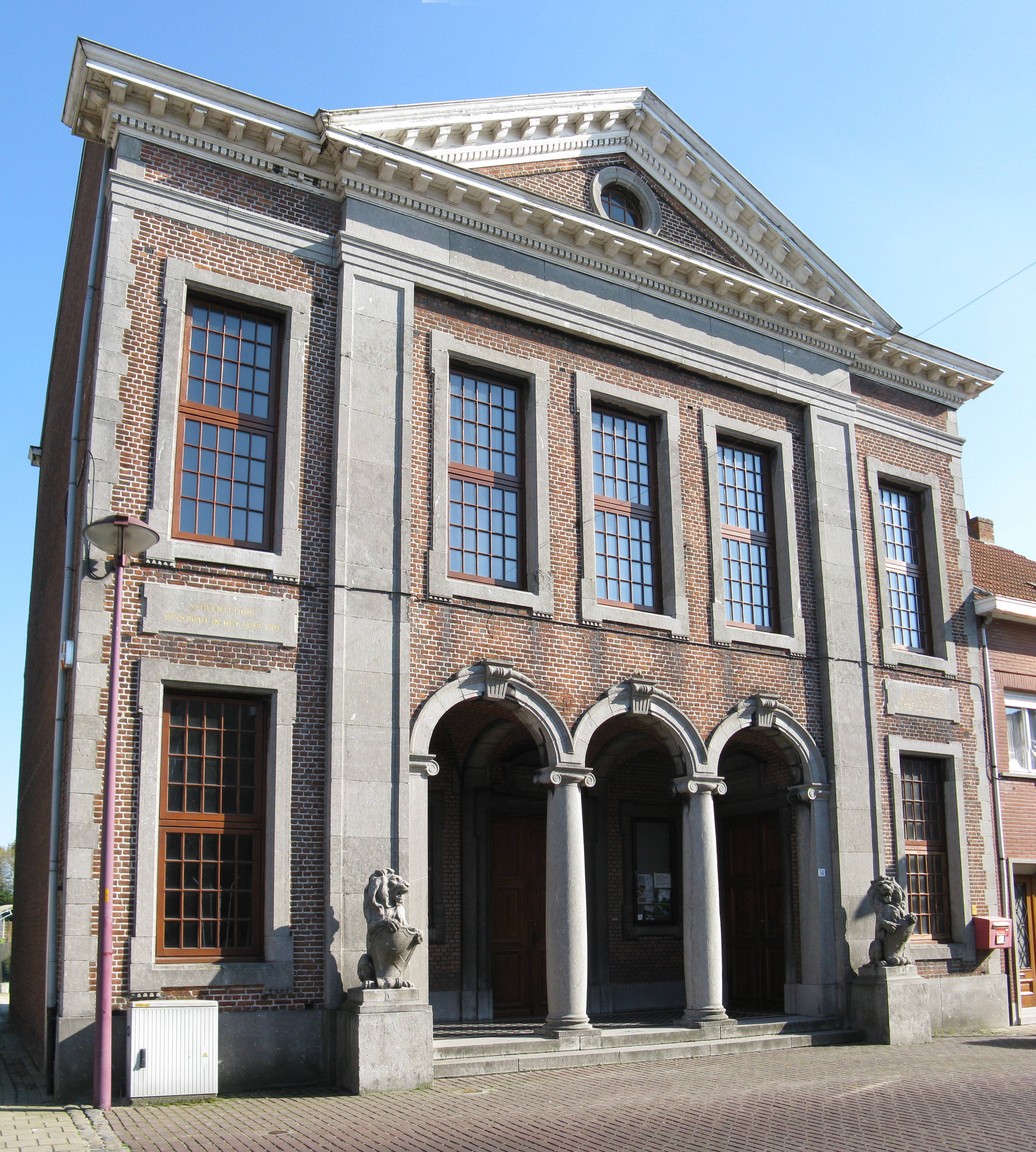
Het voormalige gemeentehuis van Oppuurs, geflankeerd door twee leeuwenbeelden

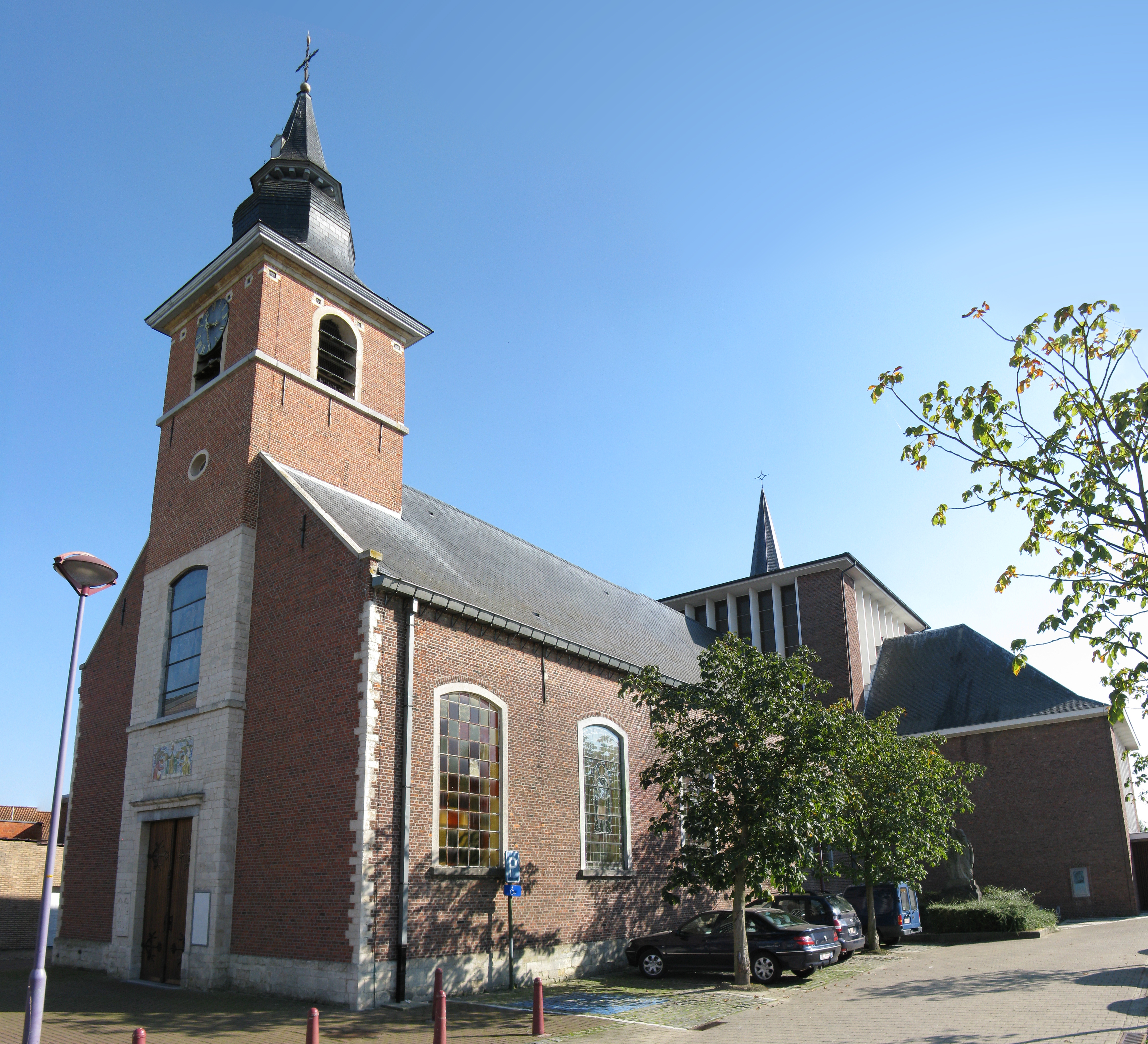
De Sint-Janskerk (Parochiekerk Sint-Johannes en Amandus) uit 1803 in het centrum van Oppuurs

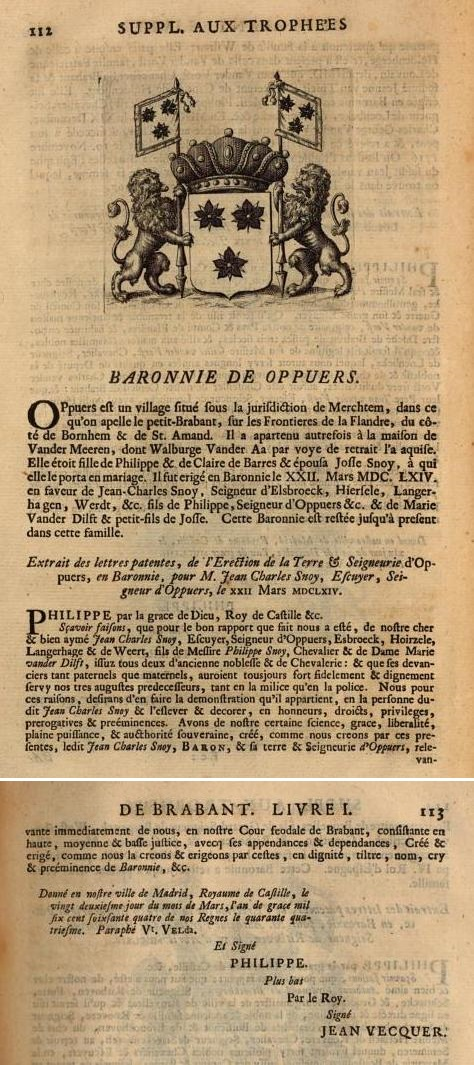
Baronie Oppuurs beschreven in "Trophées tant sacrés que profanes du duché de Brabant" (Butkens, 1726)

Oppuurs is een dorp in de Belgische provincie Antwerpen en een deelgemeente van Puurs-Sint-Amands. Oppuurs was een zelfstandige gemeente tot aan de gemeentelijke herindeling van 1977.

## Geschiedenis
De oudste vermelding van Oppuurs stamt uit 1414. Deze vermeldt de naam Oppuedersel. Deze naam zal gradueel evolueren tot Oppuers in 1664.
Het is het jaar 1360 wanneer Oppuurs een heerlijkheid wordt. Aan het begin van de 15de eeuw is deze in het bezit van de familie Van der Calsteren. Nadien, door verkoop, erfenissen en huwelijken, komt Oppuurs in het bezit van de familie vander Meeren wanneer Jean vander Meeren de heerlijkheid in 1595 aankoopt. Na het overlijden van Philippe van Randerode gezegd van der Aa, de toenmalige heer van Oppuurs, komt Oppuurs in het bezit van diens dochter Walburge van der Aa, vanaf dan vrouwe van Oppuurs, die in 1563 met Joost Snoy huwt. Ondanks dat Walburge hertrouwt na het overlijden van Joost in 1584, komt Oppuurs toch in handen van de familie Snoy door hun zoon Philippus wanneer Walburge sterft op 1 september 1621. Op 22 maart 1664 geeft Filips IV Jean Charles Snoy de titel van baron en verheft hij Oppuurs tot baronie. Vanaf dan is Jean Charles niet langer heer van Oppuurs maar baron van Oppuurs. Rond deze periode heeft Oppuurs een oppervlakte van 283 bunders.
In 1701 trouwt Charlotte Marie-Florence Snoy, kleindochter van Jean Charles en thans barones van Oppuurs, met Charles-Philippe d'Hangouart, o.a. graaf (en later markies) van Avelin. Hij zal bij haar overlijden in 1726 Oppuurs in bezit krijgen en baron worden. Later, in 1777 worden de eigendommen worden door zijn kleinzoon, Francois-Augustin Anne Hubert Colette d'Hangouart, te koop gesteld en gekocht door Philippe Ghislain Snoy, een achterneef van Charlotte Marie-Florence, waardoor deze baron van Oppuurs wordt. Zo komt de familie Snoy weer in het bezit van Oppuurs. 
In 1795 worden de heerlijkheden afgeschaft en vervangen door een nieuw bestuursvorm met gemeenten. Op 7 mei 1818 wordt Idisbalda-Ghislain Snoy door de koning benoemd tot burgemeester van Oppuurs. Oppuurs was een zelfstandige gemeente tot einde 1976. Op 1 januari 1977 werd het, net zoals Lippelo, een deelgemeente van Sint-Amands. Op 1 januari 2019 fuseerde deze opnieuw met de fusiegemeente Puurs - tot dan bestaande uit Puurs, Breendonk, Liezele, Ruisbroek en Kalfort - ter vorming van de nieuwe gemeente Puurs-Sint-Amands.
Op kerkelijk vlak behoorde de gemeente Oppuurs tot de parochie Puurs, van in de vroege middeleeuwen tot haar afscheiding in 1803, hoewel reeds in 1680 verzocht werd om de parochie te verzelfstandigen. Zo behoorde Oppuurs tot in 1559 tot het oude bisdom Kamerijk en nadien tot het aartsbisdom Mechelen dat in 1961 zou vervellen tot het aartsbisdom Mechelen-Brussel. Tot 1138-1139 behoorde het patronaatsrecht van parochie Puurs tot de abdij van Kornelimünster, toen dit recht de abdij ontnomen werd door de bisschop van Kamerijk en aan de abdij van Affligem toegewezen werd; dit werd echter pas officieel in 1222.
De titel van Baron Snoy et d'Oppuers wordt vandaag de dag nog alijd gedragen.

## Geografie
Oppuurs heeft een landelijk karakter en maakt deel uit van de regio Klein-Brabant.

### Aangrenzende (deel-)gemeenten
| Aangrenzende gemeenten | Aangrenzende gemeenten | Aangrenzende gemeenten | Aangrenzende gemeenten | Aangrenzende gemeenten |
| ---------------------- | ---------------------- | ---------------------- | ---------------------- | ---------------------- |
|                        |                        | Bornem                 |                        |                        |
|                        |                        |                        |                        |                        |
| Sint-Amands            | Puurs, Liezele         |                        |                        |                        |
|                        |                        |                        |                        |                        |
|                        |                        | Lippelo                |                        |                        |

## Bezienswaardigheden
- De Sint-Jan en Sint-Amanduskerk
- Halte Oppuurs van Stoomtrein Dendermonde-Puurs

## Natuur en landschap
Oppuurs ligt in de streek Klein-Brabant. De hoogte bedraagt ongeveer 5 meter. De Lippelose Beek en de Klaverbeek vloeien hier samen om de Vliet te vormen, die naar het noorden stroomt en uitmondt in de Rupel.

## Demografische ontwikkeling
- Bronnen:NIS, Opm:1806 tot en met 1970=volkstellingen; 1976 = inwoneraantal op 31 december

## Sport
In Oppuurs speelt voetbalclub FC Oppuurs, die bij de KBVB is aangesloten.
Bovendien was er tot in 2013 een kaatsclub die aangesloten is bij de Koninklijke Belgische Kaatsbond en in eerste nationale speelde. Deze is echter opgehouden te bestaan.

## Verkeer en vervoer
In Oppuurs staat het oude Station van Oppuurs aan spoorlijn 52. Dit gedeelte van de spoorlijn wordt uitgebaat als Stoomspoorlijn Dendermonde-Puurs, waar vooral 's zomers tijdens het weekend een stoomtrein rijdt. Ook tijdens de Puurse KermisMarkt, ofwel Pukema, rijdt de stoomtrein.
Door Oppuurs loopt de verbindingsweg tussen Sint-Amands en Puurs. De N17 loopt ten zuiden van Oppuurs, weliswaar niet over het grondgebied van de deelgemeente.

## Politiek
Oppuurs had een eigen gemeentebestuur en burgemeester tot de fusie van eind 1976. Burgemeesters waren:
- ????-1803 : Pierre Jean De Smet
- 1803-1807 : Joannes De Decker
- 1808-1830 : Idesbald Snoy
- 1830-1855 : Jan Frans Seghers
- 1855-1872 : Tobias Hulsbosch
- 1872-1880 : Jozef De Winter[17]
- 1880-1900 : Cornelis De Winter[17]
- 1901-1921 : Jan Adolf De Winter[17]
  - 1914-1918 : Frans Van Damme (waarnemend)
- 1921-1927 : Robert Van Eetvelt
- 1927-1941 : Henri Stevens
- 1941-1944 : Achiel Moernaut
- 1944-1948 : Henri Stevens
- 1948-1968 : Achiel Moernaut
- 1968-1976 : Alfons Pauwels

## Nabijgelegen kernen
Puurs, Lippelo, Sint-Amands, Bornem